# Association sud-asiatique pour la coopération régionale
L’Association sud-asiatique pour la coopération régionale — ou ASACR — (en anglais, South Asian Association for Regional Co-Operation, SAARC) est une association régionale initiée par le président bangladais de l'époque, Ziaur Rahman, fondée le 2 août 1983 à New Delhi et établie par une charte signée le 8 décembre 1985. L'ASACR regroupe huit pays de l'Asie du Sud, soit le Bangladesh, le Bhoutan, l'Inde, les Maldives, le Népal, le Pakistan et le Sri Lanka et, à partir d'avril 2007, l'Afghanistan. Ces pays représentent une superficie de 5 127 500 km2 et un quart de la population mondiale.
En outre, la Chine et le Japon ont depuis plusieurs années le statut de pays observateurs et ont été rejoints, en août 2006, avec le même statut, par la Corée du Sud, les États-Unis et l'Union européenne.
L'ASACR encourage la coopération dans les domaines de l'agriculture, le développement rural, la science et les technologies, ainsi que la culture, la santé, le contrôle de la natalité, des politiques anti-narcotrafic et la lutte antiterrorisme.
En 1993, les pays membres signent un accord pour réduire graduellement les droits de douane de la région. Neuf ans plus tard, au cours du 12e sommet de l'ASACR à Islamabad, les pays membres signent l'accord de libre-échange de l'Asie du Sud (ou SAFTA en anglais) qui prévoit la création d'une zone de libre échange couvrant une population avoisinant les 1,4 milliard.

## Liste des sommets de l'ASACR
1. Dacca : 8 décembre 1985
2. Bangalore : 17 novembre 1986
3. Katmandou : 4 novembre 1987
4. Islamabad : 31 décembre 1988
5. Malé : 23 novembre 1990
6. Colombo : 21 décembre 1991
7. Dacca : 11 avril 1993
8. New Delhi : 4 mai 1995
9. Malé : 14 mai 1997
10. Colombo : 31 juillet 1998
11. Katmandou : 6 janvier 2002
12. Islamabad : 6 janvier 2004
13. Dacca : 13 novembre 2005
14. New Delhi : 4 avril 2007
15. Colombo : 11 avril 2008
16. Thimphou : 29 avril 2010
17. Addu : 11 novembre 2011
18. Katmandou : 27 novembre 2014
19. Islamabad : 9 novembre 2016 (annulé)
20. Colombo : 2019

## Secrétaire général
- Abul Ahsan du 16 janvier 1987 au 15 octobre 1989
- Kishore Kant Bhargava du 17 octobre 1989 au 31 décembre 1991
- Ibrahim Hussain Zaki du 1er janvier 1992 au 31 décembre 1993
- Yadav Kant Silwal du 1er janvier 1994 au 31 décembre 1995
- Naeem U. Hasan du 1er janvier 1996 au 31 décembre 1998
- Nihal Rodrigo du 1er janvier 1999 au 10 janvier 2002
- Q.A.M.A. Rahim du 11 janvier 2002 au 28 février 2005
- Lyonpo Chenkyab Dorji du 1er mars 2005 au 29 février 2008
- Sheel Kant Sharma du 1er mars 2008 au 28 février 2011
- Fathimath Dhiyana Saeed du 1er mars 2011 au 22 janvier 2012
- Ahmed Saleem du 12 mars 2012 au 28 février 2014
- Arjun Bahadur Thapa du 1er mars 2014 au 1er mars 2017
- Amjad Hussain B. Sial du 1er mars 2017 au 29 février 2020
- Esala Weerakoon du 1er mars 2020 au 3 mars 2023
- Golam Sarwar depuis le 4 mars 2023

## Liste des pays membres
- Afghanistan
- Bangladesh
- Bhoutan
- Inde
- Maldives
- Népal
- Pakistan
- Sri Lanka

## Liste des pays (ou association de pays, dans le cas de l’Union européenne) observateurs
- Chine
- Japon
- Corée du Sud, depuis août 2006
- États-Unis, depuis août 2006
- Union européenne, depuis août 2006
- Iran
- Maurice
- Australie
- Birmanie